# Adejeania pellucens
Adejeania pellucens là một loài ruồi trong họ Tachinidae.